# Максвелл Тілден Мастерс

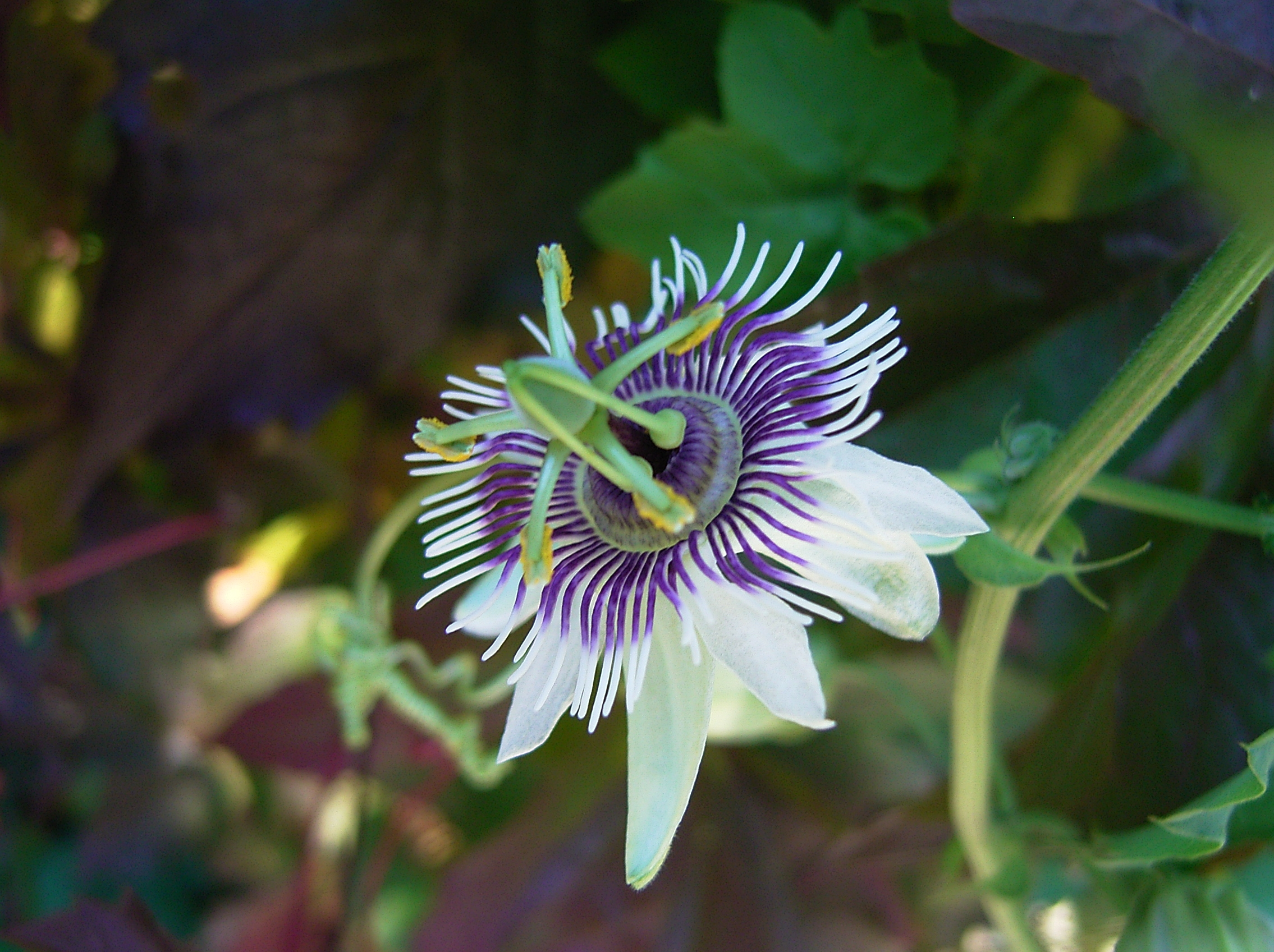
Passiflora morifolia вперше описана М.Т.Максвелом у 1872 році

Максвелл Тілден Мастерс (англ. Maxwell Tylden Masters; 15 квітня 1833—30 травня 1907) — британський ботанік та лікар.

## Біографія
Максвелл Мастерс народився 15 квітня 1833 року в Кентербері.
Навчався у лондонському Кінгс-коледжі, згодом вступив до Сент-Ендрюського університету. З 1855 року Мастерс викладав у лондонському Госпіталі святого Георгія.
У 1858 року Максвелл одружився з Еллен Тресс.
У 1862 році Сент-Ендрюський університет присвоїв Мастерсу ступінь доктора медицини (MD). У 1865 році Максвелл Тілден був призначений головним редактором газети Gardener's Chronicle, де працював до своєї смерті. Під час роботи у Gardener's Chronicle Максвелл листувався із Чарльзом Дарвіном. У 1868 році він перестав працювати в лікарні та вирішив присвятити своє життя вивченню ботаніки.
У 1869 роцівийшла книга Мастерса Vegetable teratology, в якій він описував різноманітні аномалії рослин та пояснював їх причини.
У 1870 році Максвелл був обраний членом Лондонського королівського товариства. Також він був членом Ліннеївського товариства.
Максвелл Тилден Мастерс помер 30 травня 1907 року в Лондоні.

## Окремі наукові праці
- Masters, M.T. in Oliver, D. et al. (1868). Flora of Tropical Africa: Malvaceae, Sterculiaceae, Tiliaceae. 1: 175—268.
- Masters, M.T. (1869). Vegetable teratology. 534 p.
- Masters, M.T. in Oliver, D. et al. (1871). Flora of Tropical Africa: Samydaceae, Loaseae, Turneraceae, Passifloreae. 2: 492—520.
- Masters, M.T. in Martius, C.F.P. von (1872). Flora Brasiliensis: Aristolochiaceae. 13(1): 529—628.
- Masters, M.T. in Hooker, J.D. (1874). Flora of British India: Malvaceae, Sterculiaceae, Tiliaceae. 1: 317—409.
- Masters, M.T. in Martius, C.F.P. von (1875). Flora Brasiliensis: Passifloraceae. 4(2): 77—114.
- Masters, M.T. in Hooker, J.D. (1879). Flora of British India: Passifloreae. 2(6): 598—603.
- Masters, M.T. in Hooker, J.D. (1895). Flora of British India: Olacineae. 1(3): 572—598.
- Masters, M.T. in Harvey, W.H. & Sonder, O.W. (1897). Flora Capensis: Restiaceae. 7(1): 59—149.

## Роди рослин, названі на честь М. Т. Мастерса
- Mastersia Benth., 1865 — також названо на честь Джона Вайта Мастерса (бл. 1792 — 1873) — англійського ботаніка в Індії
- Mastersiella Gilg-Ben., 1930
- Maxwellia Baill., 1871